# Yoshihisa Yoshikawa
Yoshihisa Yoshikawa (jap. 吉川 貴久 Yoshikawa Yoshihisa; ur. 4 września 1936 w prefekturze Fukuoka, zm. 12 października 2019) – japoński strzelec, dwukrotny brązowy medalista olimpijski. Z zawodu policjant.
Yoshikawa czterokrotnie wystąpił na igrzyskach olimpijskich w pistolecie dowolnym z 50 m (IO 1960, IO 1964, IO 1968, IO 1972). Najwyższe rezultaty osiągnął podczas dwóch pierwszych startów. Na igrzyskach w Rzymie zajął 3. miejsce, przegrywając dogrywkę o 2. pozycję z Machmudem Umarowem (20–26). Cztery lata później osiągnął ponownie 3. wynik, tym razem wygrywając w dogrywce o brązowy medal z Johannem Garreisem (26–24). W 1962 roku został wicemistrzem świata, przegrywając wyłącznie z Władimirem Stołypinem. Yoshikawa jest pierwszym Japończykiem, który zdobył medal w strzelectwie na igrzyskach olimpijskich i na mistrzostwach świata. 
Yoshikawa jest czterokrotnym złotym medalistą igrzysk azjatyckich. W 1962 i 1966 roku zwyciężył w pistolecie dowolnym z 50 m, zaś na igrzyskach w 1970 roku zdobył dwa złote medale w zawodach drużynowych w pistolecie dowolnym z 50 m i pistolecie centralnego zapłonu z 25 m. Indywidualnie wywalczył złoto i srebro mistrzostw Azji w strzelectwie w pistolecie dowolnym z 50 m (złoto w 1967 i srebro w 1971 roku).
Zmarł w 2019 roku z powodu niewydolności serca.

## Wyniki

### Igrzyska olimpijskie
| Igrzyska       | Konkurencja            | Wynik                        | Miejsce | Źródło |
| -------------- | ---------------------- | ---------------------------- | ------- | ------ |
| Rzym 1960      | Pistolet dowolny, 50 m | 552 pkt. (90–91–94–93–91–93) |         | [ 2 ]  |
| Tokio 1964     | Pistolet dowolny, 50 m | 554 pkt. (94–89–89–93–95–94) |         | [ 3 ]  |
| Meksyk 1968    | Pistolet dowolny, 50 m | 548 pkt. (87–93–92–91–91–94) | 17      | [ 8 ]  |
| Monachium 1972 | Pistolet dowolny, 50 m | 545 pkt. (94–90–87–91–92–91) | 25      | [ 9 ]  |

### Medale mistrzostw świata
Opracowano na podstawie materiałów źródłowych:
| Mistrzostwa | Konkurencja            | Wynik    | Miejsce |
| ----------- | ---------------------- | -------- | ------- |
| Kair 1962   | Pistolet dowolny, 50 m | 557 pkt. |         |